# Nord-Süd-Bericht
Der Nord-Süd-Bericht (auch Brandt-Report) ist ein Bericht, den am 12. Februar 1980 die Nord-Süd-Kommission dem Generalsekretär der Vereinten Nationen zur Studie mit dem Namen „Das Überleben sichern. Gemeinsame Interessen der Industrie- und Entwicklungsländer“ vorlegte. Dies geschah unter dem Vorsitz von Altkanzler Willy Brandt.
Die Studie fordert eine Integration der unterprivilegierten Länder des Südens in die Weltwirtschaft und verlangt von den Industrienationen, die Entwicklungsländer zu unterstützen. Zentrale Bedeutung schreibt der Bericht außerdem einer neuen Weltwirtschaftsordnung zu, die ein sowohl für Entwicklungs- als auch für Industrieländer verträgliches Weltwirtschaftssystem darstellen soll. Ebenfalls wird ein Zusammenhang von Aufrüstung und Armut in Ländern der Dritten Welt aufgezeigt.